# Maremma Cricket Club
Il Maremma Cricket Club è la squadra di cricket di Grosseto.

## Storia
Il club nacque il 10 ottobre 1985 con la denominazione di Etruria Cricket Club, seppur venendo riconosciuto con atto notarile solo il 30 gennaio 1987.
La nascita di una squadra di cricket a Grosseto è dovuta ad una concatenazione di eventi quasi fortuita. Nel settembre 1985, infatti, fu programmata un'esibizione amichevole del glorioso Capannelle Cricket Club assieme ad un'altra squadra precedentemente fondata a Firenze; all'epoca venne deciso lo svolgimento di tale evento presso lo Stadio Comunale Olimpico Carlo Zecchini.
L'incontro di cricket tra i due club richiamò moltissimi spettatori, regalando un inatteso ma graditissimo successo a questa manifestazione. Per ripagare il pubblico grossetano della numerosa e calorosa partecipazione, venne fondata una squadra di cricket anche nel capoluogo maremmano, che fu denominata inizialmente Etruria Cricket Club.
Il 1998 fu un anno storico per il club, in quanto arrivò il primo e finora unico trofeo della sua storia, la Coppa Italia. Sempre nello stesso anno, era stato deciso il cambiamento di denominazione nell'attuale Maremma Cricket Club.
Dal 2009 almeno la prima squadra non è più attiva.

## Cronistoria Recente
- 2004 Serie A
- 2005 Serie A
- 2006 Serie A
- 2007 Serie A
- 2008 Serie A